# Opieka
Opieka – dawanie oparcia, wsparcia, zaspokajanie potrzeb (właściwości ludzkich, będących potrzebą), których jednostka nie umie, nie może lub nie jest w stanie samodzielnie zaspokoić, żeby zachować równowagę biologiczną i psychiczną, przeżyć, zachować zdrowie, jakość życia, zapewnić prawidłowy rozwój (doprowadzić jednostkę do dojrzałości) i ciągłość gatunku.
Państwo realizuje swoją rolę opiekuńczo-wychowawczą poprzez różne instytucje publiczne, np. szkoły publiczne i ośrodki opiekuńczo-wychowawcze, opiniodawcze zespoły sądowych specjalistów czy Miejski Ośrodek Pomocy Społecznej.